# Jüdischer Friedhof (Marienthal)
Der Jüdische Friedhof Marienthal ist ein Friedhof im Ortsteil Marienthal der Ortsgemeinde Rockenhausen im Donnersbergkreis in Rheinland-Pfalz. 
Der jüdische Friedhof liegt etwa einen Kilometer südwestlich des Ortes an einem Steilhang, etwa 200 m südlich der Abzweigung der Straße nach Falkenstein von der Straße nach Rockenhausen.
Auf dem 650 m² großen Friedhof, der 1844 angelegt und bis zum Jahr 1932 belegt wurde, befinden sich 25 Grabsteine. Der Friedhof wurde 1913 erweitert.